# Réserve nationale Pacaya-Samiria
La réserve nationale Pacaya Samiria (RNPS) est une aire protégée située au Pérou. Elle est située dans la région de Loreto, et plus précisément dans les provinces de Loreto, Requena, Ucayali et Alto Amazonas
Elle couvre une superficie de 2 080 000 hectares, ce qui en fait la réserve nationale la plus grande du Pérou. Elle a été créée le 25 février 1972 et elle a été classée en tant que site Ramsar le 30 mars 1992 et zone importante pour la conservation des oiseaux en 2008.

## Description
Considérée comme le joyau de la jungle amazonienne péruvienne, Pacaya Samiria est le lieu de vie d'une abondante faune et flore. Elle contient une multitude de lacs, marécages et trous d'eau où se réfugient 130 types de mammifères, 330 espèces d'oiseaux et un nombre incalculable de reptiles et amphibiens. Parmi les attractions de la région, la tortue de rivière, les lamantins, les dauphins roses et les caïmans noirs. Considérée comme la plus grande source de biodiversité de poisson au monde, la réserve est protégée. Seuls certain guides y ont accès. Ainsi, des tours de plusieurs jours sont organisés en total respect de la nature à partir de Lagunas, Tarapoto,Yurimaguas, Iquitos. 

## Objectifs
L'objectif de la création de cette réserve est d'assurer la conservation des écosystèmes représentatifs de la forêt baisse de l'Amazonie péruvienne et aussi de préserver sa diversité génétique. La RNPS héberge une grande diversité biologique et une importante population humaine qui profite de ces ressources naturelles.